# Le Bébé de mon mari
Pour plus de détails, voir Fiche technique et Distribution.
Le Bébé de mon mari (That's My Man) est un film américain de Frank Borzage, sorti en 1947.

## Fiche technique
- Titre original : That's My Man
- Titre français : Le Bébé de mon mari
- Réalisation : Frank Borzage
- Scénario : Steve Fisher, Bradley King
- Direction artistique : James Sullivan
- Décors : John McCarthy Jr.
- Costumes : Marie Hermann
- Photographie : Tony Gaudio
- Son : Dick Tyler Sr.
- Montage : Richard L. Van Enger
- Musique : Hans J. Salter
- Production : Frank Borzage
- Société de production : Republic Pictures
- Société de distribution : Republic Pictures
- Pays de production :  États-Unis
- Langue : anglais
- Format : noir et blanc – 35 mm – 1,37:1 – mono (RCA Sound System)
- Genre : drame
- Durée : 97 minutes
- Dates de sortie : 
  - États-Unis : 1er juin 1947
  - France : 4 février 1950

## Distribution
- Don Ameche : Joe Grange
- Catherine McLeod : Ronnie Grange
- Roscoe Karns : Toby Gleeton
- John Ridgely : John Ramsey
- Kitty Irish : Kitty
- Joe Frisco : Willie Wagonstatter
- Gregory Marshall : Richard Grange, à l'âge de 5 ans
- Dorothy Adams : Millie
- Frankie Darro : Daniels, un Jockey
- Hampton J. Scott : Sam
- John Miljan : Secrétaire
- Wm. B. Davidson : Monte
- Joe Hernandez : l'annonceur du champ de courses

Acteurs non crédités
- Liam Dunn : Journaliste
- Tom London : Parieur aux courses